# 瑟茲蘭區

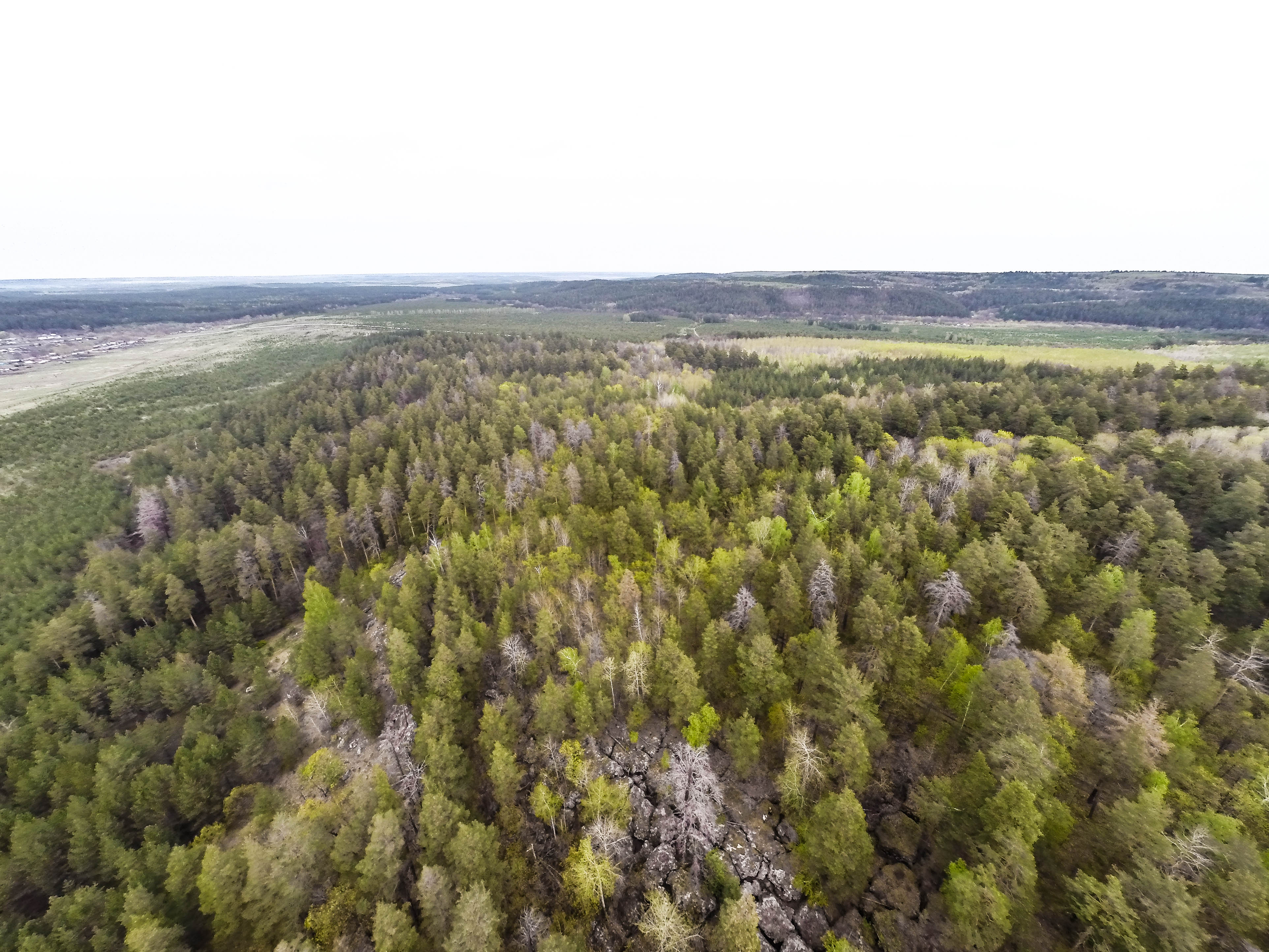

53°10′N 48°28′E / 53.167°N 48.467°E
瑟茲蘭區（俄语：Сызранский район），是俄羅斯的一個區，位於該國西南部，由薩馬拉州負責管轄，面積1,887平方公里，2010年該區人口25,947，人口密度每平方公里13.75人。